# Langdysse von Nældemose
Der Langdysse von Nældemose liegt am Strand südwestlich von Nældemose (auch Nellermose) auf der Insel Fünen in Dänemark. Er stammt aus der Jungsteinzeit etwa 3500 bis 2800 v. Chr. und ist eine Megalithanlage der Trichterbecherkultur (TBK).
Die Kammer des Langdysse lag 1987 nur etwa 4,0 m vom Rand der erodierten Klippe, die sich seit 1954 um 6,0 m verlagert hatte. Bei einem unveränderten Abbau von 1,0 m in je fünf Jahren wurde 1987 mit einem Absturz der Kammer innerhalb von zwanzig Jahren gerechnet. Die bisherige Zustand wurde allerdings noch 2018 bei einer periodischen Begehung angetroffen.
Die rechteckige West-Ost orientierte eingetiefte Kammer des zugangslosen Urdolmens ist etwa 1,9 m lang und 0,8 m breit. Sie besteht aus sechs Steinen, je zwei an den Längsseiten und einem an jedem Ende. Der Kammerboden liegt nach der Ausgrabung von 1951 etwa 0,7 m unter dem Bodenniveau. Der oder die Decksteine fehlen.
Etwa 5,0 m westlich der Kammer bilden drei große Steine eine etwa 4,0 m lange, Nord-Süd orientierte Reihe – vermutlich sind das die Randsteine des westlichen Endes eines ausgegangenen Hünenbettes. Ein weiterer möglicher Randstein liegt etwa 5,0 m nördlich der Kammer im Waldboden. Am Strand liegen unmittelbar unterhalb der Kammer zwei Steine. Etwa 5,0 m östlich der Kammer ist eine Aussparung zu sehen, in der ein aufgerichteter Randstein mit einer nach Süden gerichteten Spaltfläche steht. Dies könnte der Rest einer weiteren Kammer sein. 
In der Nähe liegen die Dolmen von Dreslette und der Langdysse Vielandshøj.